# Kurt Bodlak
Kurt Bodlak (* 10. April 1924 in Wien; † 28. Oktober 2017 in Kirchberg am Wechsel) war ein österreichischer Graveur und Medailleur.

## Leben
Sein Vater war freischaffender Graveur und führte den Sohn schon früh in die Kunst des Gravierens ein. 1938 legte er die Aufnahmeprüfung zur Kunstgewerbeschule ab und wurde dort 1948 diplomiert. Nach dem Studienabschluss richtete er eine eigene Werkstatt für Metall- und Kleinplastik ein. Auf ein Inserat hin bewarb er sich beim Wiener Hauptmünzamt und konnte dort am 2. September 1957 seine Tätigkeit als Graveur aufnehmen. Damals war es am Hauptmünzamt noch üblich, dass für neue Münzen Gestaltungswettbewerbe veranstaltet wurden, an denen neben den hauseigenen Entwerfern auch freie Künstler beteiligen konnten. Auf Intervention von Edwin Grienauer wurde auch Kurt Bodlak bald dazu eingeladen und gewann mit seinem Entwurf für die 50-Schillingmünze „Johann Strauß – Donauwalzer“. 
Seine 500-Schilling-Münze „2000 Jahre Stadt Bregenz“ aus dem Jahr 1985 wurde zwei Jahre später im US-amerikanischen Wettbewerb um den „Coin of the Year Award“ zur „Most Historically Significant Coin“ (historisch bedeutsamsten Münze) gekürt.
Am 1. Juli 1977 übernahm Kurt Bodlak die Leitung der Graveurabteilung und des Werkzeugbaus im Hauptmünzamt. 1982 erfolgte seine Ernennung zum Professor. 1984 ging er als Amtsdirektor in Pension. Aber auch danach war er für die Münzstätte noch als Entwerfer häufig tätig.

## Werk
Insgesamt war er bis 2001 an der Gestaltung von 32 österreichischen Schillingmünzen beteiligt. So entwarf er u. a. die seit 1982 gebräuchliche Wertseite der 20-Schilling-Münzen, die Wappenseite der 1974 bis 2001 geprägten 10-Schilling-Münzen in Kupfer-Nickel und eine Reihe österreichischer Sondermünzen zu 25, 50, 100 und 500 Schilling. Daneben schuf er auch eine Reihe von Medaillen zu verschiedenen Themen und Anlässen.

## Preise und Auszeichnungen
- 1948 Staatspreis der Akademie für Angewandte Kunst in Wien
- 1985 Wahl seiner 500-Schilling-Münze „2000 Jahre Stadt Bregenz“ zur „Coin of The Year“
- 1982 Verleihung des Professorentitels